# Leonard Wood
Leonard Wood (Winchester, 9 ottobre 1860 – Boston, 7 agosto 1927) è stato un medico, generale e politico statunitense che fu capo di stato maggiore dell'Esercito degli Stati Uniti (1910-1914), governatore militare di Cuba (1899-1902) e governatore generale delle Isole Filippine (1921-1927).

## Biografia
Laureatosi in medicina alla Harvard Medical School nel 1884, iniziò la carriera militare l'anno successivo arruolandosi nell'esercito degli Stati Uniti come medico e raggiungendo il grado di capitano e assistente chirurgo nel 1891. Nel 1886 ricevette una Medal of Honor, la più alta decorazione militare americana, per la sua coraggiosa partecipazione all'ultima spedizione contro gli indiani Apache che si opponevano alla cattura del loro capo Geronimo.
Nel 1895 divenne medico del presidente Cleveland; data a quell'epoca la sua amicizia con Theodore Roosevelt. Con lo scoppio della guerra ispano-americana (1898), Wood divenne comandante del 1º Cavalleria degli Stati Uniti, un reggimento di volontari ricordato come "Rough Riders", di cui Theodore Roosevelt era comandante in seconda. La sua condotta nella battaglia di Las Guasimas (24 giugno 1898) gli valse la promozione a generale di brigata; al comando della II brigata ottenne una vittoria nella battaglia delle Colline di San Juan (1º luglio 1898). Dopo la guerra rimase all'Avana come governatore militare di Cuba (1899-1902), un incarico che gli fece guadagnare grande stima per le sue qualità di amministratore attento ai problemi sociali e sanitari. Come medico fu sensibile al grave problema della febbre gialla nei confronti della quale, durante la sua amministrazione, vennero fatti enormi progressi ad opera della Commissione diretta da Reed. Un'ombra è rappresentata dalla carcerazione di Jesus Castellanos e di Manuel M. Coronado, rispettivamente disegnatore e direttore del quotidiano cubano La Discusión, per una vignetta satirica non gradita.
Nel 1903 Wood divenne generale di divisione dell'esercito regolare e governatore della provincia di Moro nelle Isole Filippine. Comandò inoltre la divisione delle Filippine dell'esercito americano (1906-1908), dopo di che tornò in patria, diventando, due anni dopo, capo di stato maggiore (1910-14). Fu tuttavia scavalcato dall'amministrazione democratica del presidente Wilson per il posto di comandante supremo durante la prima guerra mondiale che venne affidato a John J. Pershing (1917-18).
Considerato da molti come l'erede politico di Theodore Roosevelt, Wood si candidò per la nomination repubblicana alle elezioni presidenziali del 1920. Nonostante un largo seguito, tuttavia, nelle elezioni primarie gli fu preferito Warren Gamaliel Harding che fu poi eletto presidente. L'anno seguente, dopo il pensionamento di Wood dall'esercito, Harding lo inviò in missione nelle Filippine; al ritorno Wood riferì che l'indipendenza immediata alle Filippine era ancora prematura ed esortò il governo degli Stati Uniti a non lasciare le isole senza governo. Fu quindi nominato governatore generale delle Filippine, un incarico che ricoprì fino al 1927, anno in cui fu costretto a dimettersi per l'insorgenza di un tumore maligno al cervello.
Morì nello stesso 1927, e in seguito fu sepolto nel Cimitero nazionale di Arlington.

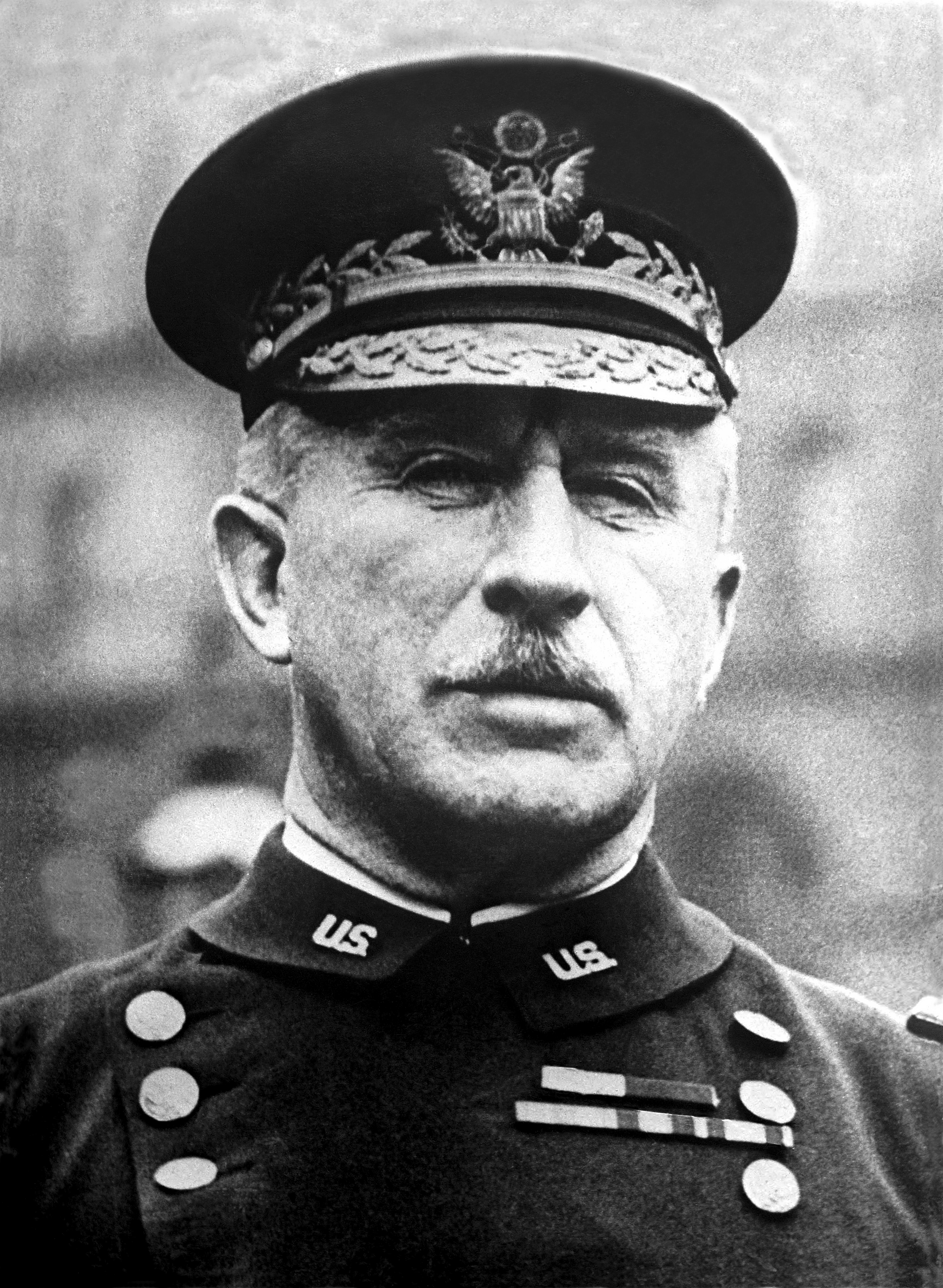
Leonard Wood, 1919
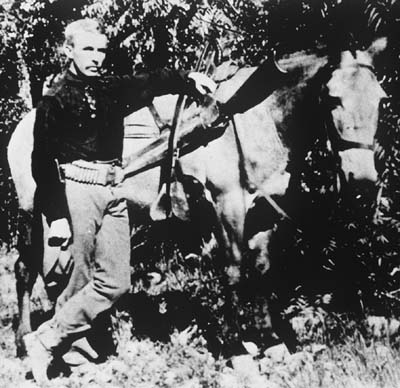
Foto del capitano Leonard Wood (circa 1890)
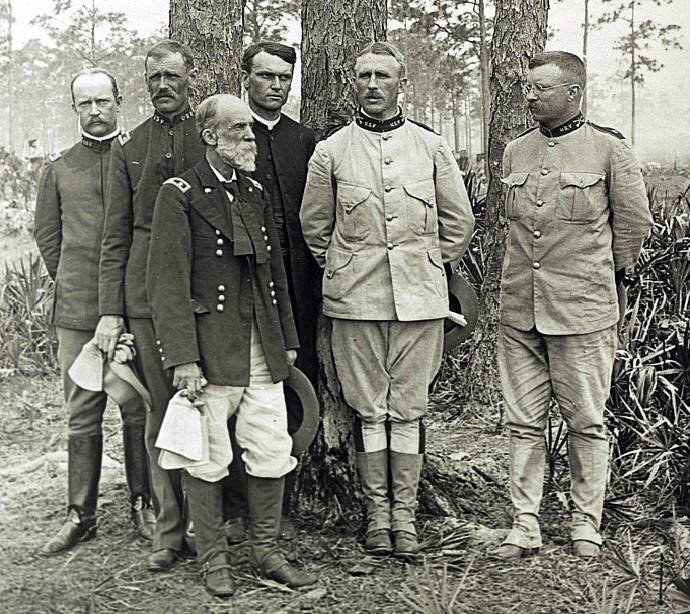
Ufficiali dei Rough Riders durante la guerra ispano americana; da sinistra: George Dunn, Alexander Oswald Brodie, Joseph Wheeler, il cappellano Brown, Leonard Wood e Theodore Roosevelt